# Azzurri Conversano
L'Associazione Sportiva Dilettantistica Azzurri Conversano è una squadra italiana di calcio a 5 con sede ad Conversano.

## Storia
La società nasce nell'estate del 1998 dalla passione per la disciplina di Girolamo Di Girolamo che raccolti attorno a sé alcuni giovani atleti conversanesi, iscrive la squadra al campionato regionale di serie C. Al primo tentativo la Società Sportiva Azzurri Conversano si qualifica ai play-off, venendo tuttavia sconfitta nella finale della fase regionale dal Polignano.
Nelle tre stagioni successive la società si cimenta nel calcio a 11 ma la squadra non andrà mai oltre la Terza categoria. Nella stagione 2002-03 si ha il ritorno nel calcio a 5, sfiorando nuovamente la promozione svanita in finale contro la Fovea Foggia. Con la riforma dei campionati regionali avvenuta nella stagione 2003-04, gli Azzurri sono comunque ammessi nel nuovo campionato di serie C1, che concludono al secondo posto alle spalle del Sipontum Manfredonia, imponendosi tuttavia nella Coppa Italia regionale. La promozione giunge grazie all'affermazione nei play-off nazionali, sconfiggendo in finale il Regalbuto. 
In serie B la squadra raccoglie tre salvezze consecutive prima di approdare ai piani alti della classifica: nelle stagioni 2007-08 e 2008-09 il terzo posto nel girone D garantisce l'accesso ai play-off promozione ma in entrambe le edizioni viene eliminata al primo turno dal Marcianise. Nell'estate del 2009 la mancata iscrizione di alcune società nei campionati di serie A e di serie A2 libera alcuni posti nell'organico di quest'ultima competizione, e gli Azzurri beneficiano del ripescaggio. L'impatto con la serie A2 si rivela problematico e la squadra conclude la stagione regolare al penultimo posto del girone B, retrocedendo. Un secondo ripescaggio riporta la squadra, nel frattempo diventata Associazione Sportiva Dilettantistica Azzurri Conversano, nella stessa categoria ma l'epilogo del campionato è peggiore di quello precedente, raccogliendo appena sei punti e chiudendo mestamente la stagione all'ultimo posto del proprio girone.
Dalla stagione 2011-12 la società è tornata a disputare il campionato di serie B.

## Statistiche e record
| Livello | Categoria | Partecipazioni | Debutto   | Ultima stagione | Totale |
| ------- | --------- | -------------- | --------- | --------------- | ------ |
| 2º      | Serie A2  | 2              | 2009-2010 | 2010-2011       | 2      |
| 3º      | Serie B   | 12             | 2004-2005 | 2017-2018       | 12     |
| 4º      | Serie C   | 2              | 1998-1999 | 2002-2003       | 5      |
| 4º      | Serie C1  | 3              | 2003-2004 | 2019-2020       | 5      |

## Organigramma societario
- Presidente: Girolamo De Girolamo
- Vice Presidente: Innocente Carrieri, Donato Fantasia
- Consiglieri: Giacomo Lopriore, Donato Savino, Giammichele L'Abbate, Luca Oscuro, Giovanni Mancini, Giuseppe Del Re, Roberto Giancola
- Addetto Stampa: Pasquale Sibilia
- Segretario: Giovanni Polignano

- Allenatore: Francesco Masi
- Direttore sportivo: Giuseppe Fanelli
- Medico Sociale: Giuseppe Lacalandra
- Fisioterapista: Domenico Lovecchio